# La Comté (Vielsalm)
La Comté is een gehucht in de gemeente Vielsalm in de Belgische provincie Luxemburg.
La Comté ligt ruim twee kilometer ten zuidwesten van het dorpscentrum van Vielsalm, bij de grens met buurgemeente Lierneux. Ten zuiden stroomt de Golnay. Ten noorden bevindt zich de heuvelrug Thier du Mont, die tot boven 530 meter hoog gaat.

## Geschiedenis
In het ancien régime lag de plaats in het westen van het graafschap (Frans: "Comté") van Salm in het Hertogdom Luxemburg, langs de weg tussen Lierneux en Salmchâteau. Door deze ligging als eerste gehucht in het graafschap, komende vanuit Lierneux, zou de plaats haar naam gekregen hebben. Het gebied rond Lierneux, net ten westen en net ten zuiden van La Comté, aan de overkant van de Golnay, behoorde tot het Abdijvorstendom Stavelot-Malmedy. Op de Ferrariskaart uit de jaren 1770 is de plaats weergeven als het gehucht Comté, met ten noorden de heuvelrug Montagne Thier du Mont.
Op het eind van het ancien régime, toen tijdens de Franse bezetting eind 18de eeuw de gemeenten werden gecreëerd, werd La Comté ondergebracht in de gemeente Vielsalm. De vroegere grens tussen het hertogdom Luxemburg en het vorstendom Stavelot, werd hier nu de gemeentegrens tussen de gemeenten Vielsalm en Lierneux.
In de eerste helft van de 19de eeuw werd een nieuwe grote weg aangelegd tussen La Roche en Vielsalm, een stuk ten zuiden van La Comté, aan de overkant van de Golnay.
Op de Atlas der Buurtwegen uit 1841 is de plaats weergeven als het dorpje Comté; op de Vandermaelenkaart uit het midden van de 19de eeuw als Comte. 
Ten zuiden van La Comté, aan de hoofdweg op de zuidelijke oever van Golnay ontstond in de tweede helft van de 20ste eeuw een gehuchtje La Bedinne.
Bij de gemeentelijke fusies van 1977 werd een zuidoostelijk stuk grondgebied van de gemeente Lierneux in de provincie Luik, ten zuiden van La Comté, overgeheveld naar de gemeente Vielsalm in de provincie Luxemburg. De rivier Golnay ten zuiden van La Comté vormde hier zo niet langer een gemeente- en provinciegrens. Enkel in het westen grensde La Comté nu nog aan buurgemeente Lierneux.

## Verkeer en vervoer
Ten zuiden van La Comté loopt de gewestweg N89 tussen La Roche-en-Ardenne en Salmchâteau.
Deelgemeenten: Bihain · Grand-Halleux · Petit-Thier · Vielsalm

Overige dorpen: Bêche · Burtonville · Cahay · Commanster · La Comté · Dairomont · Ennal · Farnières · Fraiture · Goronne· Hébronval · Joubiéval · Neuville · Ottré · Petit-Halleux · Petit-Tailles · Provedroux · Regné · Rencheux · Salmchâteau · Ville-du-Bois 

Belgische gemeenten · Arrondissement Bastenaken · Luxemburg · Wallonië